# Chōjū Sentai Liveman
Chōjū Sentai Liveman (jap. 超獣戦隊ライブマン Chōjū Sentai Raibuman; Oddział Bojowy Super Zwierząt Liveman) – japoński serial z gatunku tokusatsu z roku 1988. Jest dwunastym serialem z sagi Super Sentai stworzonym przez Toei Company oraz ostatnią serią Sentai wyprodukowaną w okresie Shōwa. We Francji znany jako Bioman 3. Do 1996 roku uznawany był za 10 Super Sentai.
Liveman jest uznany za jeden z kamieni milowych Sentai, które w znacznym stopniu wpłynęły na konstrukcję pozostałych serii. Pierwszy raz występuje niebieska wojowniczka, pierwszy raz dwa roboty łączą się, jak i pierwszy raz fabuła zaczyna się z trójką wojowników zaś w połowie serii dochodzą następni dwaj. Motyw zwierząt oraz paleta kolorów pierwszej trójki pochodzą z serialu Sun Vulcan – występuje tam trójka wojowników w trzech podstawowych kolorach. W obydwu seriach każdy z wojowników przedstawia jakieś zwierzę (czerwony ptaka, niebieski zwierzę wodne zaś żółty dzikiego kota). Liveman jest fabularnie zaliczany jako jedna z najmroczniejszych i najpoważniejszych serii Sentai obok Jetman, Dairanger, Ohranger i Timeranger.
Każdy odcinek zaczyna się słowami narratora: "Przyjaciele, dlaczego sprzedaliście swe dusze diabłu?" (jap. 友よ、君たちはなぜ悪魔に魂を売ったのか? Tomo yo, kimitachi wa naze akuma ni tamashii o utta no ka?).

## Fabuła
Uniwersytet na Wyspie Akademii jest elitarną uczelnią dla naukowców z całego świata. W roku 1986 piątka uczniów: Yūsuke Amamiya, Jō Ōhara, Megumi Misaki, Takuji Yano i Mari Aikawa tworzyła projekt nowego kombinezonu kosmicznego, za sprawą budowania przez szkołę satelity kosmicznej. Jednak okazuje się, że trójka ich kolegów: Kenji Tsukigata, Rui Senda i Gō Omura mają większe ambicje i przyłączają się do złej organizacji naukowców zwanej Wolt. Podczas testów kombinezonów, Tsukigata zabija Takujiego i Mari i wraz z pozostałą dwójką ucieka z Ziemi. Dyrektor Akademii – doktor Hoshi odkrył, co się wydarzyło i postanowił pomóc ocalałej trójce w stworzeniu broni do walki z Woltem.
W 1988 zdrajcy powracają i doszczętnie niszczą Akademię. Yūsuke, Jō i Megumi tworzą 3 kombinezony ochronne i stają z nimi do walki jako Livemani. W drugiej połowie serialu dołącza do nich rodzeństwo poległych: Tetsuya Yano i Jun'ichi Aikawa.

## Livemani
Grupa liczyła tylko trzech wojowników do odcinka 30, w którym do zespołu dołączają dwaj inni. Mimo to Tetsuya pojawia się pierwszy raz w odcinku 28, a Jun'ichi w 29.
- Yūsuke Amamiya (jap. 天宮 勇介 Amamiya Yūsuke) / Czerwony Sokół (jap. レッドファルコン Reddo Farukon; Red Falcon) – lider Livemanów. Kiepski i biedny student, wolny strzelec lubiący muzykę rockową i ciężką robotę. Uczył się w Akademii w jednej klasie z Jō, Takujim, Mari i Megumi. Po śmierci Mari i Takuji'ego, wraz z pozostałą dwójką tworzy kombinezony Livemanów. Był najlepszym kumplem Takujiego. Razem z jego 10-letnim bratem – Takeshim stworzył supersamochód Live Kuguara. Przyjaźnił się także z Tsukigatą, do czasu, gdy ten przeszedł na stronę Woltu i zabił Takujeego i Mari. Yūsuke z początku jest narwany i buntowniczy, jednak z czasem staje się przywódcą z prawdziwego zdarzenia. 12 lat później, w filmie Hyakujū Sentai Gaoranger vs. Super Sentai odwiedzając groby czwórki przyjaciół pomaga Gaku Washio – Gao Żółtemu, napadniętemu przez Yabaibę i Orgetty. Później pomaga mu przywrócić wiarę w siebie i wole walki, trenując z nim szermierkę na wybrzeżu. Dołącza do grupy Wojowników Marzeń (Dream Sentai) i pomaga Gaorangersom pokonać Lorda Rakushaase. Występuje też jako przywódca wszystkich Czerwonych Wojowników. W serii ma 22 lata, w "Gaoranger vs Super Sentai" 34.
  - Broń: Liblaster, Miecz Sokoła, Szabla Sokoła
  - Pojazdy: Motosokół, Livekuguar, Sokoli Myśliwiec
- Jō Ōhara (jap. 大原 丈 Ōhara Jō) / Żółty Lew (jap. イエローライオン Ierō Raion; Yellow Lion) – drugi dowódca. Skejter i sportowiec, podobnie jak Yūsuke kiepsko się uczy, jest kąpany w gorącej wodzie i działa be przemyślenia. Uczył się w jednej klasie z Yūsuke, Takujim, Mari i Megumi. Po śmierci Mari i Takuji'ego tworzy kombinezony Livemanów z Yūsuke i Megumi. Kolegował się z Gō, który przeszedł na stronę Woltu, jednak potem Gō wrócił na dobrą drogę. W 10 odcinku otrzymał rakietową deskorolkę, której używa do ataków. Jō pojawia się także w Gokaiger, gdzie spotyka Joe Gibkena/Gokai Niebieskiego i pomaga mu zrozumieć, że mimo że nie uda mu się odzyskać przyjaciela może on jednak ocalić jego duszę. Ofiarowuje Gokaigersom sekret kluczy Livemanów- Super Live Robota. W serialu ma 21 lat, w Gokaiger 44.
  - Broń: Liblaster, Bazooka Lwa, Pięść Lwa
  - Pojazdy: Motolew, Livekuguar, Lądowy Lew
- Megumi Misaki (jap. 岬 めぐみ Misaki Megumi) / Niebieski Delfin (jap. ブルードルフィン Burū Dorufin; Blue Dolphin) – jedyna dziewczyna w drużynie, najlepsza studentka w Akademii. Pochodzi z Kumamoto. Pływaczka, rowerzystka i łuczniczka wyszkolona przez ojca. Potrafi jednocześnie jeździć bez trzymanki i strzelać z łuku. Chodziła do jednej klasy z Yūsuke, Jō, Takujim i Mari, która była jej najlepszą przyjaciółką. Po śmierci jej i Takuji'ego, Megumi tworzy z Jō i Yūsuke kombinezony Livemanów. Rywalizowała odwiecznie z Sendą nawet gdy ta przeszła na stronę Woltu. Często sprzecza się z pomysłami Yūsukego i krytykuje jego przywództwo. Ma 20 lat.
  - Broń: Liblaster, Łuk Delfina
  - Pojazdy: Motodelfin, Livekuguar, Wodny Delfin
- Tetsuya Yano (jap. 矢野 鉄也 Yano Tetsuya) / Czarny Bizon (jap. ブラックバイソン Burakku Baison; Black Bison) – młodszy brat Takujiego i starszy Takeshiego. Bokser, który zarzucił karierę by wraz z bratem Mari - Jun'ichim - zemścić się na Kempie za ich poległe rodzeństwo. Dwójka wraz z pomocą doktor Dorothe tworzy dwie maszyny zdolne połączyć się w robota. Mocno się zdziwił, że jego młodszy brat skonstruował auto. Wraz z Jun'ichim został wybrany na Livemana przez Yūsukego w odcinku 30. Ma 20 lat.
  - Broń: Liblaster, Lanca Bizona
  - Pojazdy: Livekuguar, Ciężarówka Bizona
- Jun'ichi Aikawa (jap. 相川純一 Aikawa Jun'ichi) / Zielony Nosorożec (jap. グリーンサイ Gurīn Sai; Green Sai) – młodszy brat Mari. Chodzi do szkoły średniej i gra w rugby, jednak porzucił naukę by razem z bratem Takujiego – Tetsuyą zemścić się na Kempie za ich rodzeństwo. Dwójka i doktor Dorothe tworzą dwie machiny mogące połączyć się w robota. Wraz z Tetsuyą został wybrany przez Yūsukego na nowego Livemana. Nazywa Tetsuyę "Tetsu-chan". Ma 17 lat i jest najmłodszy z drużyny. W 31 odcinku został trafiony przez promień potwora i urodził potworka, który poświęcił za niego życie.
  - Broń: Liblaster, Siekacze Nosorożca
  - Pojazdy: Livekuguar, Ognisty Nosorożec

### Przyjaciele
- Doktor Hoshi (jap. 星博士 Hoshi-hakase; 1–2) – mentor trójki Livemanów, dyrektor Akademii. Po śmierci Takujiego i Mari pomógł pozostałym przygotować się do walki z Woltem tworząc trzy machiny mogące połączyć się w robota. Podczas ataku Wolt na Akademię został znaleziony w jej gruzach przez trójkę Livemanów i powiedział im, że niedaleko wyspy, pod wodą jest ukryta wielka machina przypominająca żółwia zwana Wielki Żółw. Zginął pod gruzami ratując ciężarną kobietę.
- Takuji Yano i Mari Aikawa (jap. 矢野 卓二と相川 麻理 Yano Takuji to Aikawa Mari) – przyjaciele głównej trójki. Takuji zaprojektował Livekuguara – auto, które zrobili jego młodszy brat Takeshi i Yūsuke. Mari stworzyła projekt LiveBoksera, którego potem poskładali ich rodzeństwo i doktor Dorothe. Zostali zabici przez Tsukigatę 2 lata przed akcją podczas testowania nowych kombinezonów kosmicznych.
- Colon (jap. コロン Koron; 2–49) – robot-dziewczyna stworzona przez doktora Hoshi. Wesoła, często pomaga Livemanom w walce jako jeden z nich. Ma motocykl i czasem kieruje Livekuguara. Mieszka w Wielkim Żółwiu. W odcinku 29 z własnej woli posługując za napęd Live Boksera o mało co nie zginęła.
- Takeshi Yano (5) – młodszy brat Tetsuyi i Takuji'ego, który spotkał się z trójką jeszcze przed śmiercią najstarszego brata. Takuji obiecał mu kilka lat wcześniej że wspólnie stworzą supersamochód. Niestety, marzenia Takeshiego przerwała śmierć jego brata. Wobec tego postanowił odnaleźć Yūsuke'go, który był dla Takujiego najlepszym kolegą, i razem z nim stworzyli LiveKuguara.
- Gō Omura – dawniej był członkiem Woltu jako Doktor Obuler. Po wystąpieniu z Woltu ponownie jest przyjacielem drużyny, ponadto nawrócił się na katolicyzm.
- Toshiko Omura (20–21) – matka Gou Omury. Zmuszała swojego małego syna do nieustannej nauki kosztem zmarnowanego dzieciństwa. Gdy chłopak wrócił do domu by ukryć się przed Woltem, odkryła, że jej syn może przekształcić się w potwora. Zrozumiała swoje błędy po spotkaniu z Yūsuke i obiecała zająć się swoim praktycznie niezdolnym do funkcjonowania synem.
- Yōichirō Misaki (27) – ojciec Megumi, który miał na celu znalezienie dla niej męża, niestety bezskutecznie. Uczył ją strzelać z łuku, jest zdolny do odkrycia prawdziwych postaci Jinmerów.
- Doktor Dorothe (30) – naukowiec z Francji, pomogła Tetsuyi i Jun'ichi'emu stworzyć LiveBoksera i dała silnik do niego, który również pozwala połączyć się jemu z LiveRobotem. Gra ją francuska aktorka Dorothée.
- Mai Funachi (32) – dawna przyjaciółka Kempa i Yūsukego. W czasach licealnych Tsukigata wyhodował dla niej specjalny rodzaj róży, który uzdrowił jej chorą matkę. Dziewczyna posiada rzadką grupę krwi – B 0 minus, którą także ma Kemp. Gdy Tsukigata miał wypadek podczas eksperymentów, postanowiła dokonać transfuzji krwi do jego ciała. Odkryła później, że Tsukigata to Kemp.

### Arsenał
- Podwójna Bransoleta (ツインブレス Tsuin Buresu, Twin Brace) - moduł transformacji wojowników złożony z dwóch urządzeń noszonych na nadgarstkach. Lewa bransoletka jest biało czarna i ma lampkę, prawa ma kwadrat z symbolem każdego Livemana. By transformować się należy przyłożyć prawą bransoletkę do lewej i powiedzieć "Liveman" lub ewentualnie nazwę wojownika.
- Liblaster (ライブラスター Raiburasutā) - pistolet laserowy z możliwością przemiany w miecz, podstawowa broń każdego członka drużyny. Może być przywołany nawet bez transformacji.
- Bimotion Buster (バイモーションバスター Baimōshon Basutā) - działo Livemanów. Potrafi zniszczyć potwora po jednym strzale.
- Osobiste bronie Livemanów
  - Miecz Sokoła (ファルコンソード Farukon Sōdo, Falcon Sword) - miecz Czerwonego Sokoła. Uległ zniszczeniu podczas walki w 22 odcinku i został przerobiony na Szablę Sokoła. Specjalnym atakiem tej broni jest Sokole Cięcie (ファルコンブレイク Farukon Bureiku, Falcon Break)
  - Szabla Sokoła (ファルコンセイバー Farukon Seibā, Falcon Saber) - ulepszona wersja Miecza Sokoła, używana przez Czerwonego Sokoła od 22 odcinka. Podobnie jak w przypadku pierwowzoru Czerwony Sokół może wykonać tą bronią Sokole Cięcie. Może się połączyć z Łukiem Delfina i Bazooką Lwa w Potrójną Bazookę.
  - Pięść Lwa (ライオンパンチ Raion Panchi, Lion Punch) - rękawica Żółtego Lwa używana do wzmocnienia ciosów pięścią. Nieużywana od 22 odcinka.
  - Bazooka Lwa (ライオンバズーカ Raion Bazūka, Lion Bazooka) - małe działo ręczne używane przez Żółtego Lwa od 22 odcinka. Może się połączyć z Łukiem Delfina i Szablą Sokoła w Potrójną Bazookę.
  - Łuk Delfina (ドルフィンアロー Dorufin Arō, Dolphin Arrow) - łuk należący do Niebieskiego Delfina. Uległ ulepszeniu w 22 odcinku i od tamtej pory może się połączyć z Bazooką Lwa i Szablą Sokoła w Potrójną Bazookę.
  - Kij Bizona (バイソンロッド Baison Roddo, Bison Rod) - długi kij Czarnego Bizona, który może emitować promienie laserowe.
  - Siekacze Nosorożca (サイカッター Sai Kattā, Sai Cutters) - para rozkładanych bumerangów Zielonego Nosorożca.
- Potrójna Bazooka (トリプルバズーカ Toripuru Bazūka, Triple Bazooka) - broń powstała z połączenia Łuku Delfina, Szabli Sokoła i Bazooki Lwa. Nie jest aż tak silna jak Bimotion Buster. Użyta pierwszy raz w odcinku 22.
- Atak Świetlny (スパークアタック Supāku Atakku, Spark Attack) - Livemani zamieniają się w kule światła.
- Motomaszyny (モトマシン Motomashin) - motorcykle pierwszej trójki.
- Live Kuguar (ライブクーガー Raibu Kūgā, Live Cougar) - supersamochód zaprojektowany przez Takujiego Yano i stworzony przez jego brata Takeshiego i Yūsukego. Jest pojazdem dla całej drużyny, ale pod koniec jeżdżą nim tylko Czarny Bizon i Zielony Nosorożec.

### Machiny
- Live Robot (jap. ライブロボ Raibu Robo; Live Robo) – pierwszy robot drużyny, połączenie Powietrznego Sokoła, Wodnego Delfina i Lądowego Lwa. Uzbrojony jest w Live Tarczę, Podwójne Działka, Podmuch Live Robota i Miecz Superbestii (超獣剣 Chōjūken). Pierwszy raz połączony w 2 odcinku. Wszystkie trzy maszyny zostały stworzone przez doktora Hoshi. Te maszyny są pierwszymi w Super Sentai, które przypominają zwierzęta.
  - Powietrzny Sokoł (jap. ジェットファルコン Jetto Farukon; Jet Falcon) – samolot w kształcie ptaka. Pilotowany przez Czerwonego Sokoła. Formuje głowę, uda, plecy i tarczę Live Robota.
  - Lądowy Lew (jap. ランドライオン Rando Raion; Land Lion) – machina podobna do lwa. Pilotowana przez Żółtego Lwa. Formuje ręce, działka i klatkę piersiową Live Robota. Jest pierwszą maszyną w Sentai wyglądającą jak zwierzę jak i pierwszą, która pojawiła się w serialu (Lew już w pierwszym odcinku, pozostałe dwie w drugim).
  - Wodny Delfin (jap. アクアドルフィン Akua Dorufin; Aqua Dolphin) – dwie łodzie podwodne w kształcie delfinów połączone ze sobą. Mogą jeździć po lądzie. Maszyna jest pilotowana przez Niebieskiego Delfina, i formuje nogi Live Robota.
- Live Bokser (jap. ライブボクサー Raibu Bokusā; Live Boxer) – drugi robot drużyny, połączenie Ciężarówki Bizona z Ognistym Nosorożcem. Pierwszy raz uformowany w odcinku 29. Dwie maszyny go tworzące zostały zaprojektowane przez Mari Aikawę ale zbudowane przez Jun'ichiego, Tetsuyę i doktor Dorothe.
  - Ciągnik Bizona (jap. バイソンライナー Baison Rainā; Bison Liner) – ogromna ciężarówka bojowa przypominająca bizona. Jest pilotowana przez Czarnego Bizona, czasem z pomocą Czerwonego Sokoła i Żółtego Lwa. Formuje górną część oraz lewą stopę Live Boksera.
  - Wyrzutnia Nosorożca (jap. サイファイヤー Sai Faiyā; Sai Fire) – ogromna ciężarówka wojskowa przypominająca nosorożca. Jest pilotowana przez Zielonego Nosorożca, czasem z pomocą Niebieskiego Delfina. Formuje nogi, działka oraz prawą stopę Live Boksera.
- Super Live Robot (jap. スーパーライブロボ Sūpā Raibu Robo; Super Live Robo) – połączenie Live Robota i Live Boksera. Pierwszy raz pojawił się w odcinku 30. LiveRobot tworzy szkielet formacji, zaś Wyrzutnia Nosorożca formuje obie ręce i prawy bark a Ciągnik Bizona buty, hełm z pasem i lewy bark. Potrafi wystrzelić z pyska Lądowego Lwa Wielką Supernowę. W serialu Gokaiger, gdy wojownicy użyją kluczy Livemanów w GokaiOh, maszyna zmienia się w Super LiveRobota. Jest pierwszym robotem w Sentai uformowanym z połączenia dwóch robotów.
- Machino Bawół (jap. マシンバッファロー Mashin Baffarō; Machine Buffalo) – ogromna machina, która transportuje części Live Robota. Jest ostatnią maszyną transportującą części robotów w Sentai.

## Wolt
Armia Mózgów Bojowych Wolt (jap. 武装頭脳軍ボルト Busōzunōgun Boruto) to wrogowie Livemanów. Ich siedziba to satelita na orbicie okołoziemskiej zwana Mózgobazą (ヅノーベース Zunōbēsu). Cel Woltu to wyeliminowanie ludzkości, która zostaje przez nich uznana za nieinteligentną i niekompetentną. Członkowie uważają się za nadludzi, co potwierdzają licznym przeróbkom ich organizmów.
- Wielki Profesor Bies (jap. 大教授ビアス Daikyōju Biasu) – przywódca Woltu, stary szalony naukowiec, który planuje przejąć władzę nad światem i wyeliminować ludzi o małej inteligencji, gdyż uważa ich za podludzi zdolnych tylko do bycia niewolnikami. Prawdziwym celem Biesa jest nie tyle podbój Ziemi, co osiągnięcie wiecznej młodości i nieśmiertelności poprzez przyciąganie na swoją stronę młodych i uzdolnionych naukowców, a następnie pozbawianie ich mózgów gdy osiągną poziom IQ równy 1000. Jego tajemnicę odkrył kiedyś przypadkiem Obuler. Przez swoich żołnierzy jest traktowany niczym bóg. Gdy wchłonął mózg Kempa wrócił do postaci 10-latka, jednak dusza Kempa zbuntowała się przeciwko niemu i zniszczyła maszynę wytwarzającą odmładzającą energię, co doprowadziło Biesa do ukazania swojego prawdziwego, zestarzałego oblicza. Ostatecznie Bies ginie wraz z Gashem w wybuchu Mózgobazy po ostatecznej próbie podbicia Ziemi.
- Kenji Tsukigata (jap. 月形 剣史 Tsukigata Kenji) / Doktor Kemp (jap. ドクター・ケンプ Dokutā Kenpu) (1-48) – był kolegą Yūsuke'go w Akademii. Kemp jest głodnym siły geniuszem, który pragnie być uznawanym przez Biesa za wyjątkowego. Uciekając z Ziemi wraz z Gō i Rui zabił Mari i Takujiego. Jego grupa krwi to B0-. Kilka lat wcześniej miał wypadek w laboratorium przez który omal nie stracił życia. Uratowała go Mai Funachi, której Tsukigata pomógł uzdrowić jej chorą matkę. Dziewczyna posiadała tę samą grupę krwi więc dokonano transfuzji. Potrafił się zmieniać w Piękną Bestię Kempa (jap. 美獣ケンプ Bijū Kenpu) a potem w Straszną Bestię Kempa (jap. 恐獣ケンプ Kyōjū Kenpu). Kiedy osiągnął IQ 1000 uciekając został pozbawiony myśli przez Biesa i zamieniony w Mózgobestię Straszny Mózg, która została zniszczona przez Super Liverobota. Jego mózg został zabrany przez Yūsukego Biesowi, ale niedługo potem uległ on zniszczeniu po próbie przeszkodzenia mu w osiągnięciu młodości.
- Rui Senda (jap. 仙田 ルイ Senda Rui) / Doktor Mazenda (jap. ドクター・マゼンダ Dokutā Mazenda) (1–47) – rywalka Megumi. Senda dążyła do zachowania swojego piękna na zawsze, jednak rozkochiwała w sobie chłopców po to by potem złamać im serca. Podkochiwał się w niej nawet Yūsuke, lecz ona powiedziała mu, że skoro jest kiepskim studentem, to powinien zacząć się uczyć i nie podrywać dziewczyn. Uciekła razem z Tsukigatą i Gou. Lubi perfumy. Później została Machino Mazendą (jap. マシン・マゼンダ Mashin Mazenda). Kiedy Mazenda miała osiągnąć IQ 1000 Gō uświadomił jej, że gdy to się stanie Bies ukradnie jej mózg by się odmłodzić. By ochronić swoje myśli zmieniła się w Robo Mazendę (jap. ロボマゼンダ Robomazenda), a następnie skoczyła ze skarpy i wybuchła na oczach Gō, Coron i Livemanów.
- Gō Omura (jap. 尾村 豪 Omura Gō) / Doktor Obuler (jap. ドクター・オブラー Dokutā Oburā) (1–21, 41, 46–47) –  był kolegą Jō. Ich przyjaźń zaczęła się gdy Gō próbował ratować tonącego pieska, ale nie potrafił pływać i został wyciągnięty z wody przez Jō. Prawie nigdy nie miał kontaktu z zabawami jako dziecko, tylko pod naciskiem swej matki uczył się cały czas. Gō uciekł z Rui i Tsukigatą i dołączył do Woltu. Został przyjęty tylko dlatego, że zazdrościł dwójce wytypowania do testu ułożonego przez Biesa. W końcu nadarzyła mu się szansa dołączenia do nich, która okazała się powodzeniem. W 3 odcinku dokonując na sobie eksperymentów przybrał postać potwora. Kiedyś przypadkowo odkrył tajemnicę Biesa. W 19 odcinku jego potworna postać osłabła i powrócił do ludzkiej formy. Kiedy Bies się o tym dowiedział, Obuler został wykluczony z Woltu. Ukradł sztylet Gildosa, uciekł do swojego domu, gdzie przeprowadził na sobie eksperyment, który pozwoliłby mu stać się potworem raz na zawsze. Osłabionego Obulera odnalazł Ashura i go sklonował. Po interwencji Yūsukego i swojej matki, Gō przeszedł na dobrą stronę, jednak przeżył wstrząs psychiczny. Jego matka postanowiła się nim zaopiekować. Od tej pory Gō jest pomocnikiem Livemanów. Ponadto został katolikiem. Pod koniec serii zaprzyjaźnia się z Arashim, który też został wykluczony z Woltu, a także chciał uchronić Mazendę od śmierci.
- Arashi Busujima (jap. 毒島 嵐 Busujima Arashi) / Doktor Ashura (jap. ドクター・アシュラ Dokutā Ashura) (11–46) – gangster z podziemia uznający siebie za najmądrzejszego człowieka na świecie. Jego edukacja była na bardzo niskim poziomie (umiał pisać wyłącznie hiraganą, liczył na palcach). Nienawidził wszystkich, którzy byli mądrzejsi od niego, a znaczek Akademii potrafił go mocno sprowokować. Busujima został porwany przez Gasha i omamiony przez Biesa myślą o byciu geniuszem poddał się transformacji w Ashurę i dołączył do Woltu. W późniejszych odcinkach Ashura był zdolny stworzyć trójosobową załogę klonów. Bies od początku uznawał go jedynie za bodziec, który w trzech doktorach pobudzi chęć dążenia do osiągnięcia IQ 1000. W 20 odcinku porwał przemienionego Obulera, zabrał mu moc i zmienił z powrotem w człowieka. Kiedy został zdradzony i pozbawiony formy geniusza przez Biesa po porażce nad Livemanami Arashi zaprzyjaźnił się z Gō, który wcześniej opuścił Wolt. By nie stracić swej dumy postanowił pomóc Livemanom w pokonaniu Bojowego Mózgu - w tym celu odnalazł skład materiałów wybuchowych i zmienił się w żywą bombę ostatecznie ponosząc śmierć poprzez próby pokonania Mózgobestii.
- Shurer Three (jap. シュラ・スリー Shūra Surī) – 3-osobowa załoga klonów, która pomaga Ashurze. Różnią się tylko kolorami – jest czerwony, niebieski i fioletowy. Zostali zniszczeni przez Czerwonego Sokoła w 45 odcinku.
- Gash (jap. ガッシュ Gasshu) (2–49) –  android, który jest jedyną zaufaną osobą Biesa. Potrafi powiększać potwory za pomocą specjalnego działa zwanego Giga Fantom. Jest uzbrojony w miecz, nóż i pistolet. Gash ma za zadanie przejąć mózgi oficerów Biesa, gdy osiągną 1000 IQ. Miał schwytać Mazendę, która potem popełniła samobójstwo. Podczas walki z Czerwonym Sokołem na miecze traci prawą rękę. Ginie z Biasem w wybuchu Mózgobazy.
- Gildos z planety Gild (jap. ギルド星人ギルドス Girudo Seijin Girudosu) (19–43) – robot stworzony przez Biesa by pobudzić do działania trójkę doktorów. Podobnie jak Buchi, został zaprogramowany by myślał, że jest kosmitą z planety Gild. Kiedy jego kreacja Gildomózg została zniszczona przez Livemanów, Bias zdecydował się zniszczyć Gildosa, który w tym momencie poznał prawdę o sobie.
- Buchi z planety Chibuchi (jap. チブチ星人ブッチー Chibuchi Seijin Butchī) (22–44) – robot stworzony przez Biesa, zaprogramowany tak, by myślał, że jest kosmitą z planety Chibuchi. Przypomina świnię. Jeździ na wrotkach. Po śmierci Gildosa Buchi uciekł z Woltu i zaprzyjaźnił się z Megumi, ale podobnie jak Gildos został zdetonowany przez Biesa.
- Jinmerzy (jap. ジンマー Jinmā) – zielone androidy pełniące funkcję armii. W 4 odcinku Mazenda ulepszyła Jinmery by mogły przyjmować ludzką postać.
- Gigawolt (jap. ギガボルト Gigaboruto) (28–30) – olbrzymi robot zbudowany przez Biesa w ramach projektu Giga. Pilotowany najpierw przez Kempa, potem przez Ashurę. Był silniejszy od Live Robota i Live Boksera. Gdy trójka, Tetsuya i Jun'ichi szukali nowego napędu do Live Boxera, przypadkowo odkryli, że Live Bokser i Live Robot mogą się połączyć w jedną maszynę. Kiedy pilotował go Ashura, Gigawolt został zniszczony przez nowo uformowanego Super Live Robota, jednak pilot uciekł.

### Mózgobestie
Mózgobestie (jap. 頭脳獣 Zunōjū) (2–49) to kaijū, których Wolt używa do walki z Livemanami. Powstają z resztek martwych istot leżących na pustkowiach, specjalnego mózgu oraz tzw. Chaosu. Każda bestia służy temu doktorowi, który ją stworzył. Kiedy Livemani zniszczą potwora o ludzkiej wielkości, przybywa Gash i powiększa je do ogromnych rozmiarów. Wtedy wojownicy zazwyczaj ostatecznie pokonują Mózgobestię za pomocą robota.
- Rozpraszający Mózg (jap. バラバラヅノー Barabarazunō; 2) – pierwsza Mózgobestia, stworzona przez Kempa i Gasha. Mogła wyrzucać z siebie niebezpieczne istoty podobne do pijawek, które powodowały wyładowania elektryczne na ciele ofiary. Zniszczona przez Live Robota.
- Wirusowy Mózg (jap. ウイルスヅノー Uirasuzunō; 3) – stworzony przez Obulera. Miał na celu infekowanie ludzi wirusami jak króliki doświadczalne, aby Obuler przeszedł przemianę w potwora. Zniszczony przez Live Robota.
- Teleportujący Mózg (jap. デンソーヅノー Densōzunō; 4) – stworzony przez Mazendę. Miał na celu teleportowanie nowego rodzaju Jinmerów – Dummymanów, którzy potrafili przybrać wygląd człowieka. Zniszczony przez Live Robota.
- Silniko Mózg (jap. エンジンヅノー Enjinzunō; 5) – stworzony przez Kempa. Kiedy Yūsuke i Takeshi Yano tworzyli auto marzeń, bestia ta wtargnęła pod jego maskę i stała się silnikiem. Po wyrzuceniu z silnika, stoczył walkę z Live Kuguarem, po czym powiększył się i został zniszczony przez Live Robota.
- Czaso Mózg (jap. タイムヅノー Taimuzunō; 6) – stworzony przez Obulera. Miał na celu przeniesienie dinozaurów z przeszłości do teraźniejszości. Wskutek tego, do roku 1988 został przeniesiony mały dinozaur nazwany Gon, którym zajął się chłopiec. W tym samym odcinku Czaso Mózg zostaje zniszczony przez Live Robota. Jednak w 7 odcinku Gon zostaje powiększony i opętany przez Gasha i Livemani muszą go pokonać. Obular napromieniowuje Gona i w końcu dinozaur zmniejsza się i umiera.
- Wściekły Mózg (jap. イカリヅノー Ikarizunō; 8) – stworzony przez Kempa. Miał na celu wysysanie z ludzi wściekłości i przetworzenie jej w energię, która byłaby zdolna zniszczyć Tokio. Zostaje zniszczony przez Liverobota.
- Zbiorniko Mózg (jap. タンクヅノー Tankuzunō; 9)
- Labirynto Mózg (jap. メイロヅノー Meirozunō; 10)
- Małpo Mózg (jap. ヒヒヅノー Hihizunō; 11)
- Testujący Mózg (jap. テストヅノー Tesutozunō; 12)
- Trujący Mózg (jap. ドクガスヅノー Dokugasuzunō; 13)
- Prądo Mózg (jap. エレキヅノー Erekizunō; 14)
- Ognio Mózg (jap. ファイヤーヅノー Faiyāzunō; 15)
- Plazmo Mózg (jap. プラズマヅノー Purazumazunō; 16)
- Błazno Mózg (jap. ピエロヅノー Pierozunō; 17)
- Bliźniako Mózg (jap. ツインヅノー Tsuinzunō; 18)
- Kujono Mózg (jap. ベンキョウヅノー Benkyōzunō; 19)
- Regenerujący Mózg (jap. サイセイヅノー Saiseizunō; 20)
- Obulero Mózg (jap. オブラーヅノー Oburāzunō; 21)
- Gitaro Mózg (jap. ギターヅノー Gitāzunō; 22)
- Mieczo Mózg (jap. ケンヅノー Kenzunō; 23)
- Świnio Mózg (jap. ブタヅノー Butazunō; 24)
- Ducho Mózg (jap. レイヅノー Reizunō; 25)
- Świetlny Mózg (jap. ヒカリヅノー Hikarizunō; 26)
- Wstrząso Mózg (jap. ジシンヅノー Jishinzunō; 27)
- Wega Mózg (jap. ベガヅノー Begazunō; 31)
- Krwawy Mózg (jap. ゴアヅノー Goazunō; 32)
- Robo Mózg (jap. ロボヅノー Robozunō; 33)
- Garu Mózg (jap. ガルヅノー Garuzunō; 34)
- Siekający Mózg (jap. ギルヅノー Giruzunō; 35)
- Zbrojo Mózg (jap. ヨロイヅノー Yoroizunō; 36)
- Rekino Mózg (jap. サメヅノー Samezunō; 37)
- Wilko Mózg (ウルフヅノー Urufuzunō, 38)
- Meteoro Mózg (インセキヅノー Insekizunō, 39)
- Kosmo Mózg (スペースヅノー Supēsuzunō, 40)
- Prześwito Mózg (トウメイヅノー Tōmeizunō, 41)
- Bombo Mózg (ボンバーヅノー Bonbāzunō, 42)
- Gildo Mózg (ギルドヅノー Girudozunō, 43)
- Brawuro Mózg (ボーソーヅノー Bōsōzunō, 44)
- Hakero Mózg (ハッカーヅノー Hakkāzunō, 45)
- Bojowy Mózg (バトルヅノー Batoruzunō, 46)
- Koszmaro Mózg (アクムヅノー Akumuzunō, 47)
- Straszny Mózg (キョウジュウヅノー Kyōjūzunō, 48)
- Elektro Mózg (デンシヅノー Denshizunō, 49)

## Odcinki
1. Przyjaciele, dlaczego? (jap. 友よ君達はなぜ!? Tomo yo Kimitachi wa Naze!?)
2. 3 energie przysięgłe do życia (jap. 命に誓う三つの力 Inochi ni Chikau Mittsu no Chikara)
3. Diabelska przemiana Obulera (jap. オブラー悪魔変身 Oburā Akuma Henshin)
4. Pokażcie się, sztuczni ludzie! (jap. 暴け!ダミーマン Abake! Damīman)
5. Potwór-pirat drogowy (jap. 暴走エンジン怪獣 Bōsō Enjin Kaijū)
6. Atak dinozaura (jap. 襲来!生きた恐竜 Shūrai! Ikita Kyōryū)
7. Dinozaur kontra Live Robot (jap. 恐竜VSライブロボ Kyōryū tai Raibu Robo)
8. Pojedynek miłości i furii! (jap. 愛と怒りの決闘! Ai to Ikari no Kettō!)
9. Powąchaj gorączkową różę (jap. バラよ熱く香れ! Bara yo Atsuku Kaore!)
10. Ucieczka z labiryntu na desce (jap. スケボー迷路破り Sukebō Meiro Yaburi)
11. Człowiek, który ugryzł potwora (jap. 頭脳獣を噛んだ男 Zunōjū o Kanda Otoko)
12. Wielki geniusz Ashura! (jap. 超天才アシュラ! Chō Tensai Ashura!)
13. Colon - płonąca stal (jap. 燃えよ鋼鉄コロン Moeyo Kōtetsu Koron)
14. Człowiek-magnes (jap. ナベ男勇介の叫び Nabe Otoko Yūsuke no Sakebi)
15. Zabójczy łowca dusz Gash (jap. 必殺!死神ガッシュ Hissatsu! Shinigami Gasshu)
16. List od chińskich zombi (jap. キョンシーの手紙 Kyonshī no Tegami)
17. Płacząca lalka! Wściekła lalka! (jap. 泣く人形!襲う人形! Naku Ningyō! Osou Ningyō!)
18. Pułapka! Potwór miłością Jō (jap. 罠!丈の愛した頭脳獣 Wana! Jō no Ai Shita Zunōjū)
19. Obuler kujon (jap. ガリ勉坊やオブラー Gariben Bōya Oburā)
20. Zemsta Obulera! (jap. 落第オブラーの逆襲! Rakudai Oburā no Gyakushū!)
21. Gou, usłysz swoją matkę (jap. 豪よ聞け!母の声を… Gō yo Kike! Haha no Koe o...)
22. Nadejście mistrza karaoke (jap. 宇宙カラオケ名人登場 Uchū Karaoke Meijin Tōjō)
23. Jednosekundowa, niebezpieczna śpiączka (jap. コンマ1秒に賭けた命 Konma Ichibyō ni Kaketa Inochi)
24. 100 punktów zabrane za granie!? (jap. 遊んで百点が取れる!? Asonde Hyakuten ga Toreru!?)
25. 8 Mózgobestii z zamku Tsuruga (jap. 鶴ケ城の8大頭脳獣! Tsurugajō no Hachidai Zunōjū!)
26. Wielki żuk z Aizu (jap. 会津の巨大カブト虫! Aizu no Kyodai Kabutomushi!)
27. Córeczko! Projekt Giga rozpoczęty (jap. 娘よ!ギガ計画を射て Musume yo! Giga Keikaku o Ite)
28. Wyzwanie Gigawolta (jap. 巨大ギガボルトの挑戦 Kyodai Gigaboruto no Chōsen)
29. Mściwy Live Bokser (jap. 復讐のライブボクサー Fukushū no Raibu Bokusā)
30. 5 wojowników (jap. 今ここに5人の戦士が Ima Koko ni Gonin no Senshi ga)
31. Mamo! Płacz pasożyta (jap. ママ!寄生怪物の叫び Mama! Kisei Kaibutsu no Sakebi)
32. Kemp - zagadka krwi i róż (jap. ケンプ、血とバラの謎 Kenpu, Chi to Bara no Nazo)
33. Do dzieła, Tetchan Robocie (jap. がんばれ鉄ちゃんロボ Ganbare Tetchan Robo)
34. Miłość teraz i w przyszłości (jap. 未来と今を駆ける恋! Mirai to Ima o Kakeru Koi!)
35. Obietnica Yūsukego i Kempa (jap. 勇介とケンプの約束!! Yūsuke to Kenpu no Yakusoku!!)
36. Zderzenie przyjaźni (jap. 激突!友情のタックル Gekitotsu! Yūjō no Takkuru)
37. Straszliwa transformacja Kempa! (jap. 16才ケンプ恐獣変身! Jūrokusai Kenpu Kyōjū Henshin!)
38. Maszyna destrukcji Mazenda (jap. 動く破壊兵器マゼンダ Ugoku Hakai Heiki Mazenda)
39. Ochronić kosmiczne ziarno życia (jap. 守れ!宇宙の一粒の命 Mamore! Uchū no Hitotsubu no Inochi)
40. Miłość? Megumi i złodziej? (jap. 恋!?めぐみと宝石泥棒 Koi!? Megumi to Hōseki Dorobō)
41. Niewidzialny człowiek, spowiedź Gou (jap. 透明人間、豪の告白!! Tōmei Ningen, Gō no Kokuhaku!!)
42. Kosmiczne wyzwanie Biesa (jap. ビアス宇宙からの挑戦 Biasu Uchū Kara no Chōsen)
43. Ostateczna postać Gildosa (jap. 怪!?ギルドス最後の姿 Kai!? Girudosu Saigo no Sugata)
44. Smutne szaleństwo Buchiego!! (jap. ブッチー涙の大暴走!! Butchī Namida no Dai Bōsō!!)
45. Gra o powrót z jedną szansą (jap. アシュラ逆転一発勝負 Ashura Gyakuten Ippatsu Shōbu)
46. Ostatnia walka Arashiego (jap. オトコ嵐!最後の戦い Otoko Arashi! Saigo no Tatakai)
47. 1000 punktów Mazendy (jap. 千点頭脳!マゼンダ!! Senten Zunō! Mazenda!!)
48. Młody Król Bies! (jap. 誕生!!少年王ビアス! Tanjō!! Shōnen Ō Biasu!)
49. Upadek Biesa (jap. 大教授ビアスの崩壊 Daikyōju Biasu no Hōkai)

## Obsada
- Daisuke Shima – Yūsuke Amamiya / Czerwony Sokół
- Kazuhiko Nishimura – Jō Ōhara / Żółty Lew
- Megumi Mori – Megumi Misaki / Niebieski Delfin
- Seirō Yamaguchi – Tetsuya Yano / Czarny Bizon
- Jin Kawamoto Jun'ichi Aikawa / Zielony Sai
- Makoto Kousaka – Colon (głos)
- Daisuke Ban – Dr. Hoshi
- Yutaka Hirose – Kenji Tsukigata / Kemp
- Jouji Nakata – Bies
- Akiko Kurusu – Rui Senda / Mazenda
- Toru Sakai – Gou Omura / Obler
- Atsuo Mori – Bestia Obler (głos)
- Yoshifumi Okamoto – Arashi Busujima / Ashura
- Hideaki Kusaka – Gash
- Takeshi Kuwabara – Narrator (głos)

### Aktorzy kostiumowi
- Kazuo Niibori – Czerwony Sokół
- Masato Akada – Żółty Lew
- Yūichi Hachisuka – Niebieski Delfin
- Hirofumi Ishigaki – Czarny Bizon
- Shoji Hachisuka – Zielony Sai
- Hideaki Kusaka – Live Robot

Źródło:

## Muzyka
Opening
- "Chōjū Sentai Liveman" (jap. 超獣戦隊ライブマン Chōjū Sentai Raibuman)

Słowa: Akira Ōtsu
Kompozycja: Yasuo Kosugi
Aranżacja: Ōzuchi Fujita
Wykonanie: Daisuke Shima
Ending
- "Ashita ni Ikiru ze!" (jap. あしたに生きるぜ!)

Słowa: Akira Ōtsu
Kompozycja: Yasuo Kosugi
Aranżacja: Ōzuchi Fujita
Wykonanie: Daisuke Shima